# Tat'jana Samojlova
Tat'jana Evgen'eva Samojlova (in russo Татья́на Евге́ньевна Само́йлова?; Leningrado, 4 maggio 1934 – Mosca, 4 maggio 2014) è stata un'attrice sovietica, dal 1991 russa.

## Biografia
Nata a Leningrado, suo padre si trasferì a Mosca per lavorare con Vsevolod Meyerhold nello stesso anno. Samojlova ottenne notorietà e successo a partire dal 1957, quando interpretò il ruolo di Veronika nel film Quando volano le cicogne, che ebbe un'enorme risonanza mondiale e vinse la Palma d'oro al Festival di Cannes; Samojlova per di più vinse anche un premio speciale.

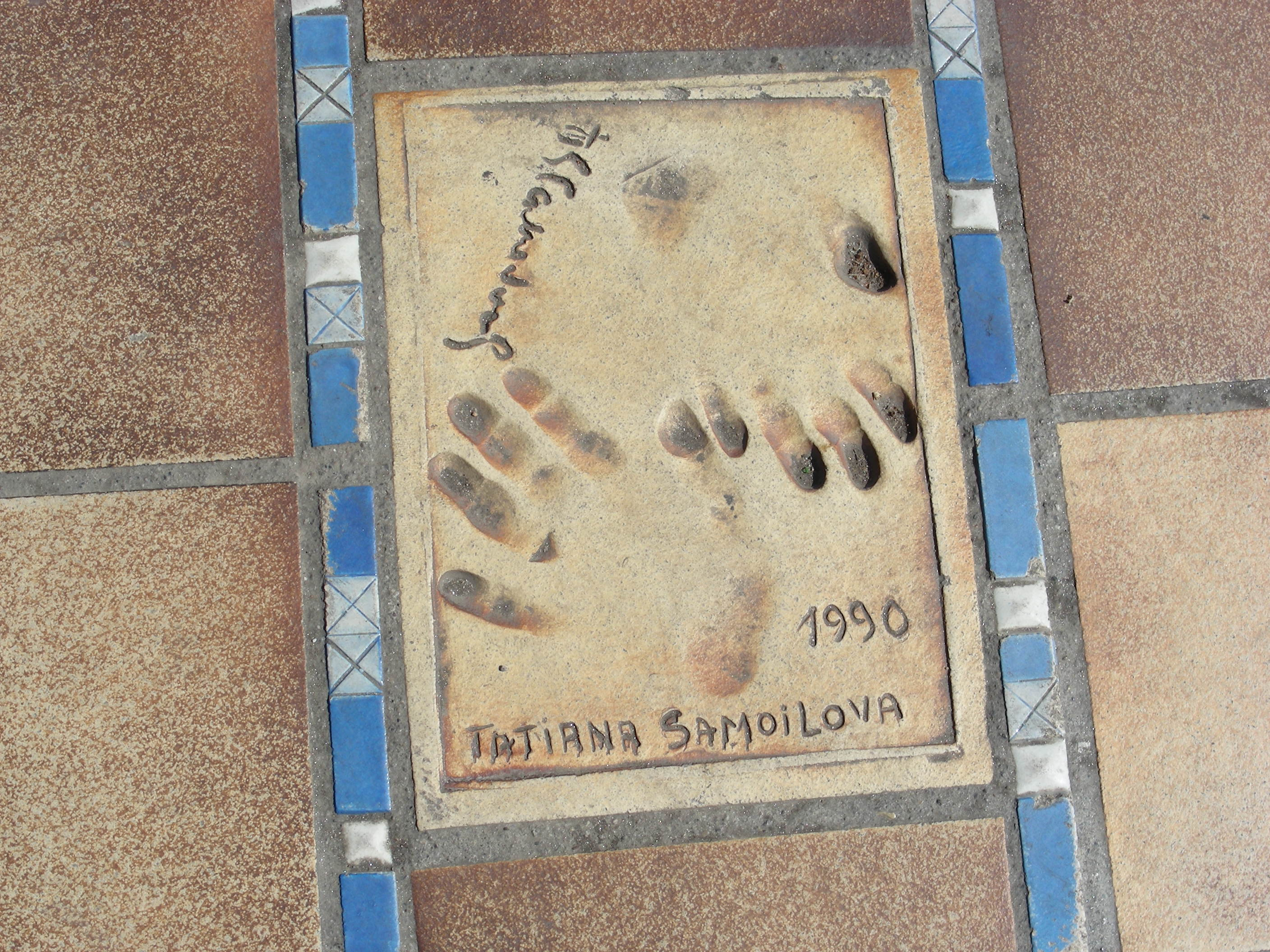
Impronte delle mani di Tat'jana Samojlova di fronte al palazzo dei congressi di Cannes

Negli anni sessanta Samojlova interpretò molti ruoli, tra i quali quello di Anna Karenina nella versione sovietica del 1967 del capolavoro di Lev Tolstoj, dove apparve insieme all'attuale ex-marito Vasilij Lanovoj e Majja Michajlovna Pliseckaja. Nel 1993 è stata nominata Artista del popolo russo.
Morta nel giorno del suo 80° compleanno, il 4 maggio 2014.

## Filmografia parziale
- Meksikanec, regia di Vladimir Kaplunovskij (1955)
- Quando volano le cicogne (Letjat žuravli), regia di Mikheil Kalatozishvili (1957)
- La lettera non spedita (Neotpravlennoe pis'mo), regia di Michail Kalatozov (1959)
- Vingt Mille Lieues sur la Terre, regia di Marcello Pagliero (1961)
- Italiani, brava gente, regia di Giuseppe De Santis (1964)
- Anna Karenina, regia di Aleksandr Zarchi (1967)
- Vozvrata net, regia di Aleksej Saltykov (1973)
- 24 časa, regia di Aleksandr Atanesjan (2000)